# Хлопці одного села
«Хлопці одного села» — радянський чорно-білий художній фільм 1961 року, знятий на кіностудії «Талліннфільм» режисером Юрі Мюйром.
Прем'єра фільму відбулася 19 лютого 1962 року.

## Сюжет
Буря прибила естонський рибальський катер до Фінляндії. Влада іноземної держави починає навколо них політичну гру. В очікуванні радянської влади, яка має забрати їх на батьківщину, рибалок вмовляють залишитися у «вільному світі». Хтось вагається і думає про те, щоб залишити позаду своє колишнє життя в радянській Естонії, хтось неодмінно хоче повернутися на батьківщину.

## В ролях
- Хеленд Пееп — Юхан (дубляж Григорій Гай)
- Ейнарі Коппель — Кустас (дубляж Олександр Суснін)
- Пеетер Кард — Юрі (дубляж Юрій Дедович)
- Каарел Карм — Ніглас (дубляж Євген Григор'єв)
- Херта Ельвісте — Маалі (дубляж Тамара Тимофєєва)
- Айно Сееп — Юула (дубляж Лілія Гурова)
- Мал Сілланді — Айно (дубляж Галина Теплинська)
- Кальє Кійск — Райм
- Арнольд Сіккел — Фелікс Кандель (дубляж Микола Крюков)
- Оскар Лійганд — Ервін (дубляж Аркадій Трусов)
- Прийт Ратас — епізод

## Знімальна група
- Режисер — Юрі Мюйр
- Сценаристи — Володимир Беекман, Еме Беекман
- Оператор — Юрі Гаршнек, Харрі Рехе
- Композитор — Ейно Тамберг